# Тересін (Куявсько-Поморське воєводство)
Тересін (пол. Teresin) — село в Польщі, у гміні Сіценко Бидґозького повіту Куявсько-Поморського воєводства.
У 1975-1998 роках село належало до Бидгощського воєводства.